# Елмер Бранделл
Елмер Л. Бранделл (англ. Elmer L. Brandell, 3 вересня 1897 — 4 березня 1958) — американський бейсболіст, який грав за Олл Нейшнз як кетчер, грав за Університету Мічигану, і зрештою став капітаном команди ««Мічиган Вулверніз»» до 1917 року. Фактично, тренер Карл Лундгрен назвав Бренделла «одним із найцінніших людей», яких він коли-небудь тренував.